# Keewatin (Minnesota)
Keewatin es una ciudad ubicada en el condado de Itasca en el estado estadounidense de Minnesota. En el Censo de 2010 tenía una población de 1068 habitantes y una densidad poblacional de 143,53 personas por km².

## Geografía
Keewatin se encuentra ubicada en las coordenadas 47°24′4″N 93°4′57″O / 47.40111, -93.08250. Según la Oficina del Censo de los Estados Unidos, Keewatin tiene una superficie total de 7.44 km², de la cual 6.37 km² corresponden a tierra firme y (14.44%) 1.07 km² es agua.

## Demografía
Según el censo de 2010, había 1068 personas residiendo en Keewatin. La densidad de población era de 143,53 hab./km². De los 1068 habitantes, Keewatin estaba compuesto por el 95.79% blancos, el 0.47% eran afroamericanos, el 1.31% eran amerindios, el 0.19% eran asiáticos, el 0% eran isleños del Pacífico, el 0.09% eran de otras razas y el 2.15% pertenecían a dos o más razas. Del total de la población el 0.28% eran hispanos o latinos de cualquier raza.